# Kirche Niebudszen

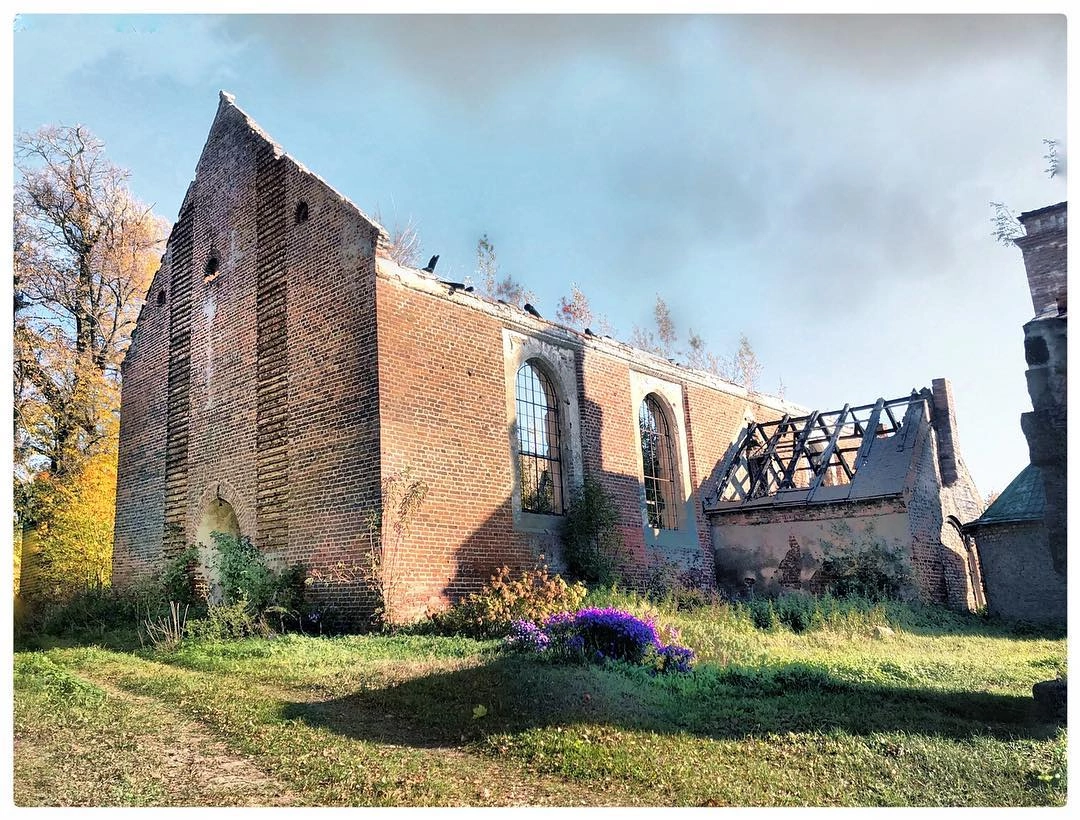
Ruine der Niebudszener Kirche

Die Kirche in Niebudszen (der Ort hieß zwischen 1936 und 1938: Niebudschen, zwischen 1938 und 1946 Herzogskirch) wurde in den Jahren 1691 bis 1700 errichtet und diente bis 1945 der Bevölkerung im Kirchspiel des einst ostpreußischen Ortes als evangelisches Gotteshaus. Die noch wenigen verwendbaren Räumlichkeiten nutzt heute zeitweilig die Russisch-orthodoxe Kirche als Andachtsraum.

## Geographische Lage
Der heute Krasnogorskoje genannte Ort in der russischen Oblast Kaliningrad (Gebiet Königsberg (Preußen)) liegt neun Kilometer nordöstlich der Stadt Gussew (Gumbinnen) an einer Nebenstraße (27K-152), die Otschakowo (Groß Kannapinnen, 1938 bis 1946 Steinsruh) an der Fernstraße A 198 (27A-040, einst deutsche Reichsstraße 132) mit der Regionalstraße R 508 (27A-027) nahe Kubanowka (Brakupönen, 1938 bis 1946 Roßlinde) verbindet. Der nächste Bahnhof ist in Gussew an der Bahnstrecke Kaliningrad–Nesterow (Königsberg–Stallupönen/Ebenrode) der einstigen Preußischen Ostbahn – zur Weiterfahrt nach Moskau.
Die Ruinen des Kirchengebäudes stehen im nördlichen Ortsbereich an der Hauptstraße.

## Kirchengebäude
Bereits im Jahre 1615 gab es in Niebudszen eine Kirche. Sie war aus Tannenholz errichtet und erhielt 1621 einen Turm. Zwischen 1628 und 1639 erlitt der Turm durch einen Orkan schwere Beschädigungen, wurde aber wieder aufgebaut. 1655 erhielt die Kirche einen Altar. In den 1680er Jahren wurde die Kirche zu klein und man brach sie 1689 ab.
Ab 1691 wurde ein Neubau errichtet, der erst 1700 vollendet werden konnte. Es entstand ein Backsteinbau auf Feldsteinsockel mit polygonalem Abschluss, wobei man Anklänge an niederländische Architektur erkennen konnte. Im Jahre 1693 erfolgte die Einweihung der Kirche, an der in den folgenden Jahren noch zahlreiche Bauarbeiten notwendig waren. Vom Glockenturm existierte auch nachher nur das Fundament.
Der Innenraum der Kirche war flach gedeckt und hatte seitliche Emporen. Im Jahre 1697 fertigte der Königsberger Bildschnitzer Isaak Riga einen Barockaltar, neben dem ein Beichtstuhl Platz fand. Von ihm blieben später nur noch Reste, darunter eine Figur des Evangelisten Matthäus, und der spätere neue Altar war schlicht und trug ein großes Kruzifix, hinter dem sich die schmucklose Kanzelwand erhob.
Im Jahre 1702 erhielt die Kirche eine Orgel. Sie wurde 1866 durch einen Neubau ersetzt. Das Geläut der Kirche bestand aus einer Glocke aus dem Gussjahr 1797. Sie hing im Dach über der südlichen Eingangshalle.
Das Kirchengebäude überstand den Zweiten Weltkrieg und verfügte noch über das Eingangsportal im Westen, die Glocke über der südlichen Eingangshalle und Reste des Riga-Altars. Nach 1945 jedoch wurde es als Lagerhalle für Getreide sowie landwirtschaftliche Geräte und sogar als Fleischverkaufsstelle fremdgenutzt. Im Jahre 2001 richtete die Russisch-orthodoxe Kirche die südliche Eingangshalle als Andachtsraum her. Außerdem wurden die Kirchenfenster verglast, um schädliche Witterungseinflüsse fernzuhalten. Im Mai/Juni 2012 brannte die Kirche – vermutlich durch Brandstiftung – aus. Heute stehen noch die Außenmauern mit einem provisorischen Dach. Ein vorgesetzter Turm und ein Zwischengebäude zur Südhalle bilden heute Räumlichkeiten für die russisch-orthodoxe Kirche. Eine reguläre gottesdienstliche Nutzung jedoch ist noch nicht möglich.

## Kirchengemeinde
In Niebudszen wurde im Jahre 1615 eine evangelische Kirchengemeinde gegründet, an der 1621 eine eigene Pfarrstelle errichtet wurde. Im Jahre 1701 kam die Kirche unter königliches Patronat, das später an die Rittergutsbesitzer im Kirchspielort Rohrfeld (russisch: Redki Bor, nicht mehr existent) wahrgenommen wurde. Zum Kirchspiel gehörten 34 Ortschaften, in denen 1925 insgesamt 4.958 Gemeindeglieder lutherischer Konfession wohnten. Hier lebende reformierte Kirchenglieder gehörten zur Neustädtischen Kirche in Gumbinnen (Gussew).
Die Pfarrei Niebudszen (Niebudschen resp. Herzogskirch) gehörte bis 1945 zum Kirchenkreis Gumbinnen in der Kirchenprovinz Ostpreußen der Kirche der Altpreußischen Union. Die Flucht und Vertreibung der einheimischen Bevölkerung sowie die restriktive Religionspolitik der Sowjetunion ließen das kirchliche Leben in dem nun Krasnogorskoje genannten Dorf einbrechen.
Heute liegt der Ort im Einzugsbereich der in Gussew neu entstandenen evangelisch-lutherischen Gemeinde der Salzburger Kirche, die Pfarrsitz ist und deren Gebiet den gesamten Osten der Oblast Kaliningrad umfasst. Sie ist Teil der Propstei Kaliningrad (Königsberg) der Evangelisch-lutherischen Kirche Europäisches Russland.

### Kirchspielorte
Das Kirchspiel der Kirche Niebudszen umfasste vor 1945 34 Orte und Wohnplätze:
| Name                                     | Änderungsname 1938 bis 1946 | Russischer Name |  | Name                             | Änderungsname 1938 bis 1946 | Russischer Name                    |
| ---------------------------------------- | --------------------------- | --------------- |  | -------------------------------- | --------------------------- | ---------------------------------- |
| Antbrakupönen                            | Kahlheim                    | Serpuchowo      |  | Lenglauken                       | Pommerfelde                 | Afanassjewo                        |
| *Antszirgessern 1936–38: Antschirgessern | Seewiese                    | Lichatschowo    |  | Martischen                       | Martinshof                  | Baikalskoje, jetzt: Krasnogorskoje |
| Ballienen                                | Riedwiese                   | Sosnowka        |  | Mingstimmen                      | Angerfelde                  | Kirowo                             |
| Bersteningken                            | Berstenau                   | Aljabjewo       |  | Mittenwalde (Forst)              |                             |                                    |
| *Blecken                                 |                             | Judino          |  | *Niebudszen 1936–38: Niebudschen | Herzogskirch                | Krasnogorskoje                     |
| *Brakupönen                              | Roßlinde                    | Kubanowka       |  | *Packallnischken                 | Bergendorf (Ostpr.)         | Suworowo, jetzt: Jasnoje Pole      |
| Bumbeln                                  |                             | Iljino          |  | Rohrfeld                         |                             | Redki Bor                          |
| Chorbuden                                |                             | Gorbatschowo    |  | *Rudstannen                      | Steffensfelde               |                                    |
| Groß Kannapinnen                         | Steinsruh                   | Otschakowo      |  | Samohlen                         | Kutten                      |                                    |
| *Guddatschen                             | Kleehagen                   |                 |  | Skardupönen                      | Matzrode                    | Charitonowka                       |
| Johannisthal                             |                             | Iwanowka        |  | Skroblienen                      | Buchenrode                  |                                    |
| Karlswalde                               |                             | Brjanzewo       |  | *Springen                        |                             | Tamanskoje                         |
| *Karmohnen                               |                             | Sosnowka        |  | Tzullkinnen                      | Steffenshöfchen             |                                    |
| Klein Kannapinnen                        | Kleinblecken                | Sewerny         |  | *Wannagupchen                    | Habichtsau                  | Nowy Mir                           |
| Korellen                                 |                             |                 |  | Warkallen                        | Roloffseck                  | Dwinskoje                          |
| Krausenwalde                             |                             | Jasnoje Pole    |  | Warnehlen                        | Haselhof                    |                                    |
| *Kutten                                  |                             | Jekaterinowka   |  | Worupönen                        | Roseneck                    | Studjonowka                        |

### Pfarrer
An der Kirche Niebudszen amtierten bis 1945 als evangelische Geistliche:
- Andreas Krause, 1621–1655
- Valentin Nicolai, 1643–1647
- Simon Stabbert, 1647–1648
- Theophilus Schultz, 1648–1650
- Johann Klein, 1650–1652
- Caspar Pörner, 1653
- Johann Vorhoff, 1653–1654
- Johann Kersten, 1655
- Johann Wilhelm Lüdemann, 1655–1661
- Ernst Ditzel, 1661–1664
- Matthäus Prätorius, 1664–1685
- Martin Poll, 1685–1695
- Ernst Mühlpfordt, 1695–1726
- Johann Schultz, 1707–1709
- Johann Christoph Hucke, 1709–1710
- Sigismund Liebe, 1711–1725
- Melchior F. von der Schleuse, 1725–1733
- Gottfried Zippel, 1733–1751
- Salomon Korella, 1751–1767
- Christian Gottfried Zippel, 1767–1815
- Justus Andreas Zippel, 1806–1828
- August Gotthilf Krause, 1828–1855
- Wilhelm Justus Andreas Zippel, 1855–1856
- Johann Gottfried Hermann Zippel, 1855–1867[10]
- Louis Otto Arthur Moeller, 1868–1909[10]
- Paul Hermann David Koehler, 1909–1935[10]
- Johannes Timm, 1936–1939
- Alfons Neumann, 1939–1945

### Kirchenbücher
Noch vorhandene Kirchenbücher der Kirche Niebudszen werden aufbewahrt bei der Deutschen Zentralstelle für Genealogie in Leipzig:
- Taufen: 1695 bis 1790, 1797 bis 1811, 1874
- Trauungen: 1695 bis 1819, 1874
- Begräbnisse: 1695 bis 1811, 1874.